# Nike Air Yeezy
Nike Air Yeezy — офіційний спільний проєкт кросівок між Nike і Каньє Вестом, запущений у 2009 році. Цей проєкт став першою неспортивною спільною роботою бренду кросівок. Проєкт випустив два видання: «Air Yeezy» (2009) і «Air Yeezy II» (2012 та 2014).

## Рекордний продаж
У квітні 2021 року прототипи Nike Air Yeezy 1, які Вест носив під час виступу на церемонії «Ґреммі» у 2008 році, продали за рекордні 1,8 мільйона доларів. Прототипи Air Yeezy 1 побили попередній рекорд продажів кросівок, який належав парі Nike Air Jordan 1, проданій на аукціоні за 615 000 доларів. Крім того, прототипи Air Yeezy 1 стали першою парою кросівок, продаж яких перевищив 1 мільйон доларів. Брам Вахтер, керівник відділу вуличного одягу та предметів колекціонування Сотбі, заявив, що ціна «багато говорить про спадщину Каньє як одного з найвпливовіших дизайнерів одягу та кросівок нашого часу, а також про створену ним франшизу Yeezy, яка стала титаном індустрії».